# Sing to Me the Dream
| Recensione | Giudizio |
| ---------- | -------- |
| AllMusic   |          |

Sing to Me the Dream è un album dal vivo del gruppo musicale cileno Inti-Illimani e della cantante statunitense Holly Near, pubblicato nel 1984.

## Descrizione
Il disco è stato registrato dal vivo nel 1984 negli Stati Uniti al Great American Music Hall di San Francisco e al Berkeley Community Theatre di Berkeley, durante il tour nordamericano che il gruppo e la cantante realizzarono assieme, su suggerimento della Near, dopo essersi conosciuti durante un precedente tour degli Inti-Illimani negli Stati Uniti.
Da questa collaborazione nasceranno due nuove canzoni, Gypsy e Sing to me the dream, realizzate dalla Near con alcuni componenti del gruppo. Al termine del tour Jorge Ball lascerà gli Inti-Illimani.
La prima edizione, pubblicata in LP e musicassetta dalla Redwood Records, contiene 11 canzoni. 
Nel 2007 il disco è stato ristampato in CD dalla Calico Tracks Music con il titolo leggermente modificato in Sing to Me the Dream - Un canto solidario e con l'aggiunta di altri 3 brani provenienti dalle medesime registrazioni, unitamente a 3 ulteriori canzoni nelle quali però gli Inti-Illimani non sono presenti. 
In due di queste ultime tre tracce del disco, They dance alone e Todavia cantamos, è presente invece la cantante argentina Mercedes Sosa. 
Questo disco non è mai stato pubblicato o distribuito in Italia.

## Tracce
LP
1. Tinku (dal folklore boliviano) – 3:35
2. Gypsy (Holly Near, José Seves) – 3:08
3. Te doy una cancion (Silvio Rodríguez) – 3:04
4. Sing to me the dream (Holly Near, Jorge Coulón) – 3:00
5. El colibrí (José Seves) – 4:31
6. El arado (Víctor Jara) – 3:47
7. La pajita (Horacio Salinas, Gabriela Mistral) – 2:15
8. La marusa (Jorge Ball) – 5:34
9. We're not alone (Holly Near) – 4:29
10. Samba lando (José Seves, Horacio Salinas, Patricio Manns) – 4:48
11. Gracias a la vida (Violeta Parra) – 4:48

Durata totale: 42:59
CD
1. Tinku (dal folklore boliviano) – 3:35
2. Gypsy (Holly Near, José Seves) – 3:08
3. Te doy una cancion (Silvio Rodríguez) – 3:04
4. Sing to me the dream (Holly Near, Jorge Coulón) – 3:00
5. El colibrí (José Seves) – 4:31
6. El arado (Víctor Jara) – 3:47
7. Watch out (Holly Near) – 3:30
8. La pajita (Horacio Salinas, Gabriela Mistral) – 2:15
9. La marusa (Jorge Ball) – 5:34
10. We're not alone (Holly Near) – 4:29
11. She (Holly Near) – 3:29
12. Medley: Hay una mujer desaparecida/Voices/It could have been me (Holly Near) – 9:33
13. Samba lando (José Seves, Horacio Salinas, Patricio Manns) – 4:48
14. Gracias a la vida (Violeta Parra) – 4:48
15. Hay una mujer desaparecida (Holly Near) – 7:08 – registrata in studio
16. They dance alone (Sting) – 5:54 – registrata dal vivo con Mercedes Sosa
17. Todavia cantamos (Víctor Heredia) – 3:04 – registrata dal vivo con Mercedes Sosa

Durata totale: 75:37

## Formazione
- Holly Near - voce
- Jorge Coulón
- Max Berrú
- Horacio Salinas
- Horacio Duran
- José Seves
- Marcelo Coulon
- Jorge Ball
- Mercedes Sosa - voce

### Collaboratori
- Lisa Kokin - disegno di copertina